# Campionati norvegesi di sci alpino 1995
I Campionati norvegesi di sci alpino 1995 si svolsero a Bjorli e a Vassfjellet tra il 31 marzo e il 22 aprile. Il programma includeva gare di discesa libera, supergigante, slalom gigante, slalom speciale e combinata, sia maschili sia femminili, ma lo slalom gigante maschile fu annullato.
Trattandosi di competizioni valide anche ai fini del punteggio FIS, poterono partecipare anche sciatori di altre federazioni, senza che questo consentisse loro di concorrere al titolo nazionale norvegese.

## Risultati

### Uomini

#### Discesa libera
| Pos. | Atleta                 | Nazione  | Tempo   |
| ---- | ---------------------- | -------- | ------- |
| 1    | Lasse Kjus             | Norvegia | 1:34,01 |
| 2    | Espen Hellerud         | Norvegia | 1:34,21 |
| 3    | Eivind Kvaale          | Norvegia | 1:35,21 |
| 4    | Atle Skårdal           | Norvegia | 1:35,29 |
| 5    | Lasse Paulsen          | Norvegia | 1:35,83 |
| 6    | Odd Harrang            | Norvegia | 1:36,19 |
| 7    | Audun Grønvold         | Norvegia | 1:37,35 |
| 8    | Håvard Veslehaug       | Norvegia | 1:37,41 |
| 9    | Sverre Melby           | Norvegia | 1:37,45 |
| 10   | Asle Reinholdt Gaarder | Norvegia | 1:37,69 |

Data: 31 marzo

Località: Bjorli

#### Supergigante
| Pos. | Atleta                         | Nazione  | Tempo   |
| ---- | ------------------------------ | -------- | ------- |
| 1    | Harald Christian Strand Nilsen | Norvegia | 1:16,39 |
| 2    | Henrik Robin Motys             | Norvegia | 1:16,70 |
| 3    | Espen Hellerud                 | Norvegia | 1:17,05 |
| 4    | Åne Sæter                      | Norvegia | 1:17,10 |
| 5    | Lasse Arnesen                  | Norvegia | 1:17,12 |
| 6    | Audun Grønvold                 | Norvegia | 1:17,16 |
| 7    | Tom Stiansen                   | Norvegia | 1:17,19 |
| 8    | Kai Are Fossland               | Norvegia | 1:17,48 |
| 9    | Torbjørn Søgaard               | Norvegia | 1:17,49 |
| 10   | Kenneth Sivertsen              | Norvegia | 1:17,52 |

Data: 22 aprile

Località: Bjorli

#### Slalom gigante
La gara è stata annullata.

#### Slalom speciale
| Pos. | Atleta                         | Nazione  | Tempo   |
| ---- | ------------------------------ | -------- | ------- |
| 1    | Ole Kristian Furuseth          | Norvegia | 1:27,59 |
| 2    | Lasse Kjus                     | Norvegia | 1:28,01 |
| 3    | Finn Christian Jagge           | Norvegia | 1:28,13 |
| 4    | Kjetil André Aamodt            | Norvegia | 1:28,33 |
| 5    | Tom Stiansen                   | Norvegia | 1:29,29 |
| 6    | Harald Christian Strand Nilsen | Norvegia | 1:29,51 |
| 7    | Åne Sæter                      | Norvegia | 1:29,69 |
| 8    | Espen Hellerud                 | Norvegia | 1:29,92 |
| 9    | Hans Petter Buraas             | Norvegia | 1:30,18 |
| 10   | Rune André Østby               | Norvegia | 1:30,76 |

Data: 3 aprile

Località: Bjorli

#### Combinata
| Pos. | Atleta         | Nazione  |
| ---- | -------------- | -------- |
| 1    | Lasse Kjus     | Norvegia |
| 2    | Espen Hellerud | Norvegia |
| 3    | Eivind Kvaale  | Norvegia |

### Donne

#### Discesa libera
| Pos. | Atleta                | Nazione  | Tempo   |
| ---- | --------------------- | -------- | ------- |
| 1    | Jeanette Lunde        | Norvegia | 1:38,49 |
| 2    | Ingeborg Helen Marken | Norvegia | 1:38,62 |
| 3    | Trude Gimle           | Norvegia | 1:38,84 |
| 4    | Gro Kvinlog           | Norvegia | 1:39,03 |
| 5    | Andrine Flemmen       | Norvegia | 1:39,37 |
| 6    | Yvonne Lunde          | Norvegia | 1:39,52 |
| 7    | Karin Köllerer        | Austria  | 1:39,89 |
| 8    | Monica Hjellen        | Norvegia | 1:40,34 |
| 9    | Anne Dreyer           | Norvegia | 1:40,78 |
| 10   | Ingrid Bjørdal        | Norvegia | 1:40,81 |

Data: 31 marzo

Località: Bjorli

#### Supergigante
| Pos. | Atleta                | Nazione  | Tempo   |
| ---- | --------------------- | -------- | ------- |
| 1    | Andrine Flemmen       | Norvegia | 1:20,38 |
| 2    | Ingeborg Helen Marken | Norvegia | 1:21,27 |
| 3    | Merete Fjeldavlie     | Norvegia | 1:21,44 |
| 4    | Kristine Kristiansen  | Norvegia | 1:21,78 |
| 5    | Jeanette Lunde        | Norvegia | 1:22,15 |
| 6    | Grete Strøm           | Norvegia | 1:22,23 |
| 7    | Kristine Heggelund    | Norvegia | 1:22,62 |
| 8    | Cathrine Mikkelsen    | Norvegia | 1:22,77 |
| 9    | Trine Bakke           | Norvegia | 1:22,91 |
| 10   | Yvonne Lunde          | Norvegia | 1:23,65 |

Data: 22 aprile

Località: Bjorli

#### Slalom gigante
| Pos. | Atleta                   | Nazione  | Tempo   |
| ---- | ------------------------ | -------- | ------- |
| 1    | Ingeborg Helen Marken    | Norvegia | 2:06,16 |
| 2    | Jeanette Lunde           | Norvegia | 2:06,53 |
| 3    | Andrine Flemmen          | Norvegia | 2:07,05 |
| 4    | Ingrid Bjørdal           | Norvegia | 2:08,21 |
| 5    | Marianne Kjørstad        | Norvegia | 2:08,62 |
| 6    | Kristine Kristiansen     | Norvegia | 2:09,03 |
| 7    | Marte Lund               | Norvegia | 2:09,10 |
| 8    | Merete Fjeldavlie        | Norvegia | 2:09,26 |
| 9    | Gro Kvinlog              | Norvegia | 2:09,28 |
| 10   | Cecilie Sylvester Jensen | Norvegia | 2:09,50 |

Data: 7 aprile

Località: Vassfjellet

#### Slalom speciale
| Pos. | Atleta                | Nazione  | Tempo   |
| ---- | --------------------- | -------- | ------- |
| 1    | Marianne Kjørstad     | Norvegia | 1:50,02 |
| 2    | Karin Köllerer        | Austria  | 1:50,20 |
| 3    | Trude Gimle           | Norvegia | 1:51,31 |
| 3    | Ingeborg Helen Marken | Norvegia | 1:51,31 |
| 5    | Andrine Flemmen       | Norvegia | 1:53,15 |
| 6    | Kristine Kristiansen  | Norvegia | 1:53,21 |
| 7    | Marianne Winge        | Norvegia | 1:53,24 |
| 8    | Anne Berge            | Norvegia | 1:54,28 |
| 9    | Anne Dreyer           | Norvegia | 1:55,76 |
| 10   | Hedda Berntsen        | Norvegia | 1:55,82 |

Data: 3 aprile

Località: Bjorli

#### Combinata
| Pos. | Atleta                | Nazione  |
| ---- | --------------------- | -------- |
| 1    | Ingeborg Helen Marken | Norvegia |
| 2    | Trude Gimle           | Norvegia |
| 3    | Andrine Flemmen       | Norvegia |